# Рихтер, Александр Егорович
Александр Егорович Рихтер (нем. Christoph Melchior Alexander Richter; 1803, Рига — 1864, Рига) — российский историк и юрист из балтийских немцев.

## Биография
Родился в Риге 16 (28) февраля 1803 в семье Егора (Леонхарда) Рихтера; был внуком лифляндского губернатора Христофора (Кристофа) Рихтера.
Изучал так называемые камеральные науки в 1819—1821 годах в Санкт-Петербурге, в 1821—1823 годах — в Дерптском университете, затем в Гёттингенском университете. Вернувшись в Дерпт, в 1825 году защитил магистерскую диссертацию «Опыт о морской торговле нейтральных стран» (фр. Essais sur le commerce maritime des neutres).
В 1826—1840 годах — чиновник Министерства иностранных дел в Санкт-Петербурге. 5 декабря 1840 года произведён в статские советники и назначен советником Лифляндского губернского правления, в дальнейшем старший советник, в 1853—1858 годах — чиновник по особым поручениям VI класса при Рижском военном, Лифляндском, Эстляндском и Курляндском генерал-губернаторе А. А. Суворове. 16 августа 1857 года произведён в действительные статские советники и в 1858 году вышел в отставку, после чего жил преимущественно в Мюнхене и Дрездене, получив степень доктора права.
Основным жизненным трудом Рихтера была работа по реформированию судебной системы в прибалтийских российских губерниях. В 1845 году он опубликовал фундаментальное исследование «Лифляндский уголовный процесс согласно местным источникам и вспомогательным законам, с опорой на основы правильной процессуальной теории и новейшее законодательство» (нем. Der livländische Strafprocess nach den einheimischen Quellen und den Hülfsrechten, mit Bezugnahme auf die Grundsätze einer richtigen Processtheorie und die neuesten Gesetzgebungen), в 1864 г. появилось «Письмо о реформе законодательного процесса в остзейских провинциях» (нем. Schrift über die Reform der Proceßgesetzgebung in den Ostseeprovinzen). При выступлении на эту тему в лифляндском губернском собрании у Рихтера случился инсульт, от которого он умер на следующий день 30 марта (11 апреля) 1864 года.
Другие работы Рихтера связаны с историей остзейских земель. Напечатал на русском языке «Очерк истории крестьянского сословия в присоединённых к России Прибалтийских губерниях» (1858), на немецком языке — трёхтомную «Историю присоединённых в Российской империи германских остзейских провинций вплоть до их присоединения» (нем. Geschichte der dem russischen Kaiserthum einverleibten deutschen Ostseeprovinzen bis zur Zeit ihrer Vereinigung mit demselben; 1857—1858).
За время службы был удостоен орденов: Святого Владимира 4-й и 3-й степеней (1829, 1854) и Святой Анны 2-й степени с императорской короной (1831, 1836), а также знака отличия беспорочной службы за XXV лет (1853).